# Phyllanthus caesiifolius
Espèce
Statut de conservation UICN

 CR C2a(i); D : 
En danger critique
Phyllanthus caesiifolius Petra Hoffm. & Cheek est une espèce de plantes à fleurs de la famille des Phyllanthaceae et du genre Phyllanthus, endémique du Cameroun.

## Description
C'est une herbe stolonifère robuste pouvant atteindre 40 cm.

## Habitat et distribution
Endémique, Phyllanthus caesiifolius est une plante terrestre qui pousse dans les forêts montagnardes de l'ouest du Cameroun sur les monts Bakossi. Sa présence n'a été observée que sur deux sites, distants d'une quinzaine de kilomètres et dont aucun ne compte plus de 50 individus.

## Conservation
À cause de la destruction de la forêt due à l'expansion de l'agriculture, Phyllanthus caesiifolius figure sur la liste rouge de l'UICN comme une espèce en danger critique d'extinction.